# Barremi
A geológiai időskálán a barremi a kora kréta kor egy korszaka. ~129,4 millió évvel ezelőtt kezdődött és ~125,0 millió évvel ezelőtt ért véget. A barremi a hauterivi korszakot követte és az aptit előzte meg.
A barremi emelet a kréta részét képező, de az ICS által már nem használt galliai korhoz tartozik. Átfedi az időnként a nyugat-európai sztratigráfusok által használt urgoni emelet alsó részét. Észak-Amerikában a késő coahuli és a komancsi emeletek felelnek meg a barremi emeletnek. Új-Zélandon a mokoiwi részét képezi, Japánban pedig a késő aritai emeletnek felel meg.

## Sztratigráfiai definíció
A barremi emelet eredeti típuslelőhelye a franciaországi Alpes-de-Haute-Provence-ben levő Barrême falu szomszédságában található. Az emeletet Henry Coquand definiálta és nevezte el 1873-ban.
A barremi emelet alapja az a hely, ahol először tűnik fel a Spitidiscus hugii és Spitidiscus vandeckii nevű ammoniteszfaj a sztratigráfiai oszlopban. A barremi emelet teteje az a hely, ahol elsőként tűnik fel a földmágneses visszafordulás az M0r kronozóna kezdetén, amely biológiailag közel található a Paradeshayesites oglanlensis nevű ammoniteszfaj feltűnéséhez.

### Tagolás
A barremit gyakran felső és alsó alemeletekre (alkorszakokra) osztják fel. A Tethys-óceán területén a barremi tizenegy ammonitesz biozónára oszlik fel:
- Pseudocrioceras waagenoides zóna
- Colchidites sarasini zóna
- Imerites giraudi zóna
- Hemihoplites feraudianus zóna
- Gerhardtia sertousi zóna
- Ancyloceras vandenheckii zóna
- Coronites darsi zóna
- Kotetishvilia compressissima zóna
- Nicklesia pulchella zóna
- Nicklesia nicklesi zóna
- Spitidiscus hugii zóna

## Paleontológia
A kínai Yixian-formáció e korszakban képződött emelete révén sok ismeret áll rendelkezésre a barremi faunájáról főként a madarakról, az emlősökről és a pteroszauruszokról.

### Fejlábúak

#### Ammoniteszek

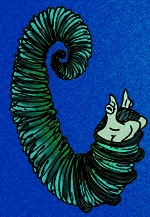
Annuloceras

- †Acantholytoceras
- †Aconeceras[2]
- †Almohadites
- †Anahamulina[3]
- †Anclyoceras[4]
- †Annuloceras[2]
- †Aspinoceras[5]
- †Astieridiscus
- †Barremites[3]
- †Callizoniceras[2]
- †Carstenia[2]
- †Chalalabelus[2]
- †Colchidites[2]
- †Coronites[2]
- †Costidiscus
- †Craspedodiscus[5]
- †Crioceratites[3]
- †Dirrymoceras[2]
- †Deshayesites[2]
- †Eodesmoceras
- †Eoheteroceras[4]
- †Eulytoceras[3]
- †Euptychoceras[5]
- †Gymnoplites
- †Hamiticeras[2]
- †Hamulina[4]
- †Hamulinites[4]
- †Heinzia[4]
- †Hamiticeras[2]
- †Hemibaculites[2]
- †Hemihoplites[3]
- †Heteroceras[2]
- †Holodiscus[5]
- †Hoplocrioceras[5]
- †Janenschites
- †Kabylites
- †Karsteniceras[4]
- †Lopholobites[2]
- †Lytocrioceras[4]
- †Macroscaphites
- †Manoloviceras[4]
- †Metahoplites
- †Nicklesia[3]
- †Paracrioceras
- †Paranclyoceras[2]
- †Parasaynoceras
- †Paraspiticeras[3]
- †Pascoeites
- †Pedioceras
- †Plesiospitidiscus[5]
- †Pseudohaploceras
- †Pseudothurmannia
- †Psilotissotia
- †Ptychoceras[2]
- †Pulchellia[4]
- †Sanmartinoceras[2]
- †Shasticrioceras
- †Silesites[4]
- †Spitidiscus[3]
- †Subpulchellia[4]
- †Subsaynella[5]
- †Tonoceras[2]
- †Torcapella[4]
- †Uhligia[4]
- †Veleziceras[4]
- †Veveysiceras[4]
- †Zurcherella[2]

#### Újbelsővázas fejlábúak
| A barremi korszak újbelsővázas fejlábúi | A barremi korszak újbelsővázas fejlábúi | A barremi korszak újbelsővázas fejlábúi | A barremi korszak újbelsővázas fejlábúi                                                                    | A barremi korszak újbelsővázas fejlábúi |
| Taxon                                   | Korszak                                 | Lelőhely                                | Leírás | Kép                                     |
| --------------------------------------- | --------------------------------------- | --------------------------------------- | --- | --------------------------------------- |
| - †Maioteuthis †M. morroensis           | késő barremi–maastrichti                | Maio sziget, Zöld-foki Köztársaság      | A barremi korszak egyik legelső kalmárja.                                                                  |                                         |
| - †Neololigosepia †N. stahleckeri       | barremi–turoni                          | Maio sziget, Zöld-foki Köztársaság      | Aránylag nagyméretű kalmár, jelentős középső résszel és egy hosszirányú, három részből álló középvonallal. |                                         |

#### Belemniteszek
| A barremi korszak belemniteszei                                         | A barremi korszak belemniteszei | A barremi korszak belemniteszei              | A barremi korszak belemniteszei | A barremi korszak belemniteszei |
| Taxon                                                                   | Korszak                         | Lelőhely                                     | Leírás                          | Kép                             |
| ----------------------------------------------------------------------- | ------------------------------- | -------------------------------------------- | ------------------------------- | ------------------------------- |
| - †Curtohibolites †C. pinguis †C. wernsdorfensis                        | barremi–apti                    |                                              |                                 |                                 |
| - †Neohibolites †N. minimus                                             | barremi–cenomani                | Afrika, Európa, Észak-Amerika                |                                 |                                 |
| - †Oxyteuthis †O. brunsvicensis †O. jasikofianus †O. jasikowi †O. pugio | barremi–késő apti               | Kanada, Grönland, Németország, Lengyelország |                                 |                                 |

#### Csigaházas polipok
| A barremi korszak csigaházas polipjai | A barremi korszak csigaházas polipjai | A barremi korszak csigaházas polipjai | A barremi korszak csigaházas polipjai | A barremi korszak csigaházas polipjai |
| Taxon                                 | Korszak                               | Lelőhely                              | Leírás                                | Kép                                   |
| ------------------------------------- | ------------------------------------- | ------------------------------------- | ------------------------------------- | ------------------------------------- |
| - †Eucymatoceras †E. plicatum         | barremi                               |                                       |                                       |                                       |
| - †Palelialia                         | késő barremi–albai                    |                                       |                                       |                                       |
| - †Pseudaturoidea                     | késő barremi–albai                    |                                       |                                       |                                       |
| - †Xenocheilus                        | késő jura–barremi                     |                                       |                                       |                                       |

### Rákok
- Austropotamobius
- †Chenops
- †Jeholops
- †Yongjiacaris

### Rovarok

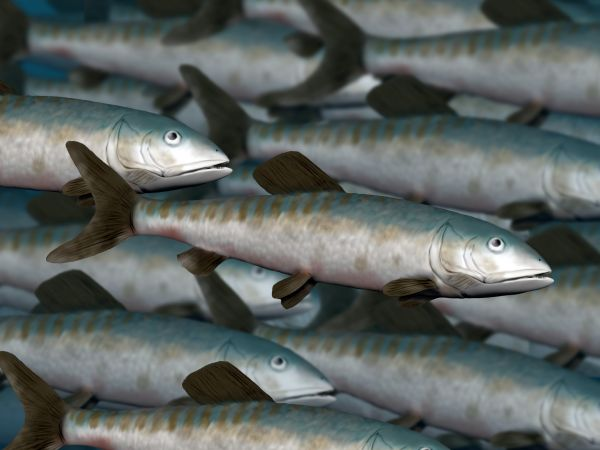
Leptolepis

- †Proraphidia

### Csontos halak
- †Leptolepis

### Porcos halak
- Szürkecápa-alakúak: †Notidanodon lanceolatus, †Notorynchus aptiensis

### Pikkelyes hüllők
- Leguánalakúak: †Xianglong

### Kétéltűek
| A barremi korszak kétéltűi      | A barremi korszak kétéltűi | A barremi korszak kétéltűi           | A barremi korszak kétéltűi | A barremi korszak kétéltűi |
| Taxon                           | Korszak                    | Lelőhely                             | Leírás | Kép                        |
| ------------------------------- | -------------------------- | ------------------------------------ | --- | -------------------------- |
| - †Galverpeton †G. ibericum     | barremi-apti               | El Castellar-formáció, Spanyolország | Az Apricosiren, a Bishara, a Hylaeobatrachus, a Marmorerpeton és a Ramonellus rokonságába tartozó szalamandra.                                                          |                            |
| - †Shomronella †S. jordanica    | hauterivi-barremi          | Jordánia, Izrael                     | A Pipoidea öregcsaládba tartozó béka. |                            |
| - †Thoraciliacus †T. rostriceps | barremi-késő kréta         | Negev-sivatag, Izrael; Dél-Afrika    | 32 milliméter hosszú, nagy fejjel, rövid mellső lábakkal, valamint aránylag nagy kéz- és lábfejekkel rendelkező, erősen a vízi életmódhoz alkalmazkodott pipoidea béka. |                            |
| - †Valdotriton †V. gracilis     | késő barremi               | Spanyolország                        | 2,8-4 centiméter hosszú, nem egyértelműen felnőtt példányok alapján ismert szalamandraféle, melynek farka a törzsénél hosszabbra nőtt.                                  |                            |

### Krokodilformák
| A barremi korszak krokodilformái                                                                   | A barremi korszak krokodilformái  | A barremi korszak krokodilformái                                           | A barremi korszak krokodilformái | A barremi korszak krokodilformái |
| Taxon                                                                                              | Korszak                           | Lelőhely                                                                   | Leírás | Kép                              |
| -------------------------------------------------------------------------------------------------- | --------------------------------- | -------------------------------------------------------------------------- | --- | -------------------------------- |
| - †Amargasuchus †A. minor                                                                          | barremi–apti                      | La Amarga-formáció, Argentína                                              | A Neuquén-medence szárazföldi környezetében élt trematochampsida. |                                  |
| - †Chiayusuchus †C. cingulatus                                                                     | barremi–apti                      | Xinminbao-csoport, Gansu (Kanszu), Kína                                    | A lapos orrú Stomatosuchus rokona. |                                  |
| - †Hadongsuchus †H. acerdentis                                                                     | hauterivi–barremi                 | Hasandong-formáció, Dél-Korea                                              | A teljesen szárazföldi életmódhoz alkalmazkodott protosuchia krokodilformák körülbelül 50 centiméter hosszú képviselője. |                                  |
| - †Hylaeochampsa †H. vectiana                                                                      | barremi                           | Vectis-formáció, Wight-sziget, Anglia                                      | Az eusuchia csoport legkorábbi ismert tagja, a Magyarországon felfedezett késő kréta kori Iharkutosuchus közeli rokona. |                                  |
| - †Lisboasaurus †L. estesi                                                                         | késő jura–barremi                 | Portugália, Spanyolország                                                  | Állcsont töredékek és fogak alapján ismert, 40 centiméter hosszú, édesvízi krokodilforma, melynek Spanyolországból előkerült barremi korszakbeli fosszíliája növelte annak valószínűségét, hogy az állat a neosuchiák közé tartozott. |                                  |
| - †Theriosuchus 1. †T. pusillus, †T. ibericus, †T. guimarotae, †T. grandinaris 2. †T. sympiestodon | 1. berriasi–barremi 2. késő kréta | 1. Anglia, Spanyolország, Portugália, Thaiföld, 2. Hátszeg-sziget, Románia | Elterjedt szárazföldi mesoeucrocodylia. A csoport azon kevés bazális tagja köze tartozik, amelyek a késő kréta korban Laurázsia területén éltek.                                                                                      |                                  |

### Dinoszauruszok és madarak

#### Ankylosaurusok
| A barremi korszak ankylosaurusai           | A barremi korszak ankylosaurusai | A barremi korszak ankylosaurusai              | A barremi korszak ankylosaurusai | A barremi korszak ankylosaurusai |
| Taxon                                      | Korszak                          | Lelőhely                                      | Leírás | Kép                              |
| ------------------------------------------ | -------------------------------- | --------------------------------------------- | --- | -------------------------------- |
| - †Gastonia †G. burgei                     | barremi                          | Cedar Mountain-formáció, Utah, USA            | Bár polacanthina rokonainál teljesebb maradványok alapján ismert, a csontmederből előkerült széttagolt fosszíliái megnehezítik annak eldöntését, hogy az állat páncéljához hány tüske tartozott. |                                  |
| - †Hoplitosaurus †H. marshi                | ?barremi                         | Lakota-formáció, Dél-Dakota, USA              | A Polacanthushoz hasonló, a csípőjénél körülbelül 1,2 méter magas, páncélozott polacanthina, amely rokonától eltérően nem rendelkezett keresztcsonti pajzzsal.                                   |                                  |
| - †Polacanthus †P. foxii †P. rudgwickensis | barremi–apti                     | Sussex; Wight-sziget, Wessex-formáció, Anglia | 4–5 méter hosszú madármedencéjű, melynek több részleges csontváza is előkerült. Második, barremi korszakbelinek tekintett faja 30%-kal nagyobb volt az elsőnél.                                  |                                  |
| - †Sauroplites †S. scutiger                | barremi–apti                     | Kanszu, Kína                                  | Töredékes maradványok alapján ismert, gyakran nomen dubiumnak tekintett nem. Egyesek szerint valójában a Shamosaurus egyik példánya.                                                             |                                  |

#### Ceratopsiák
| A barremi korszak ceratopsiái | A barremi korszak ceratopsiái | A barremi korszak ceratopsiái                     | A barremi korszak ceratopsiái | A barremi korszak ceratopsiái |
| Taxon | Korszak                       | Lelőhely                                          | Leírás | Kép                           |
| --- | ----------------------------- | ------------------------------------------------- | --- | ----------------------------- |
| - †Hongshanosaurus †H. houi | barremi                       | Yixian-formáció, Liaoning, Kína                   | A psittacosaurida ceratopsia dinoszauruszok egyik neme, amely a kora kréta korban élt Kelet-Ázsia területén. A holotípus példánya egy fiatal egyed koponyája, amely a jobb oldal egy részét és a felső állcsont hegyét leszámítva teljesen megőrződött, és nagyon hasonlít az állat közeli rokonságába tartozó Psittacosaurus koponyájára. |                               |
| - †Liaoceratops †L. yanzigouensis | barremi                       | Yixian-formáció, Liaoning, Kína                   | Későbbi rokonainál jóval kisebb, pofacsontján a szemek mögött egy-egy apró szarvval ellátott ceratopsia, amely betekintést nyújt a csoport korai fejlődésébe, és arra utal, hogy a későbbiekben megnagyobbodott fejdíszek nem védekezésre, hanem inkább a párválasztás során történő pózolásra szolgáltak.                                 |                               |
| - †Psittacosaurus 1. †P. mongoliensis, †P. sinensis, †P. xinjiangensis, †?P. sattayaraki, †P. sibiricus 2. †P. mazongshanensis, †P. lujiatunensis | 1. apti–albai 2. barremi–apti | Kína, Mongólia, Oroszország, feltehetően Thaiföld | Gazella-méretű, két lábon járó növényevő volt, melynek állkapcsa magas, erőteljes csőrré alakult. Legalább egy faja hosszú, tollszerű struktúrákkal rendelkezett, melyek az állat hátának alsó részén és farkán helyezkedtek el, és feltehetően a párkeresés közbeni pózolásnál volt szerepük.                                             |                               |

#### Ornithopodák
| A barremi korszak ornithopodái               | A barremi korszak ornithopodái | A barremi korszak ornithopodái                                                          | A barremi korszak ornithopodái | A barremi korszak ornithopodái |
| Taxon                                        | Korszak                        | Lelőhely                                                                                | Leírás | Kép                            |
| -------------------------------------------- | ------------------------------ | --------------------------------------------------------------------------------------- | --- | ------------------------------ |
| - †Cedrorestes †C. crichtoni                 | barremi                        | Cedar Mountain-formáció, Utah, USA                                                      | Hiányos fosszíliájú, a legkorábbi ismert hadrosauridák közé besorolt nagyméretű hadrosauroidea, amely négy és két lábon való járásra egyaránt képes lehetett. Típusfajának neve az Őslénypark című regény szerzőjére, Michael Crichtonra utal. |                                |
| - †Dakotadon †D. lakotaensis                 | barremi                        | Lakota-formáció, Dél-Dakota, USA                                                        | Egyetlen részleges állcsont alapján ismert, melyet először az Iguanodon egyik fajaként írtak le, majd később saját nembe helyeztek át. |                                |
| - †Dollodon †D. bampingi                     | barremi–?kora apti             | Bernissart, Belgium; ?Németország; ?Anglia                                              | Könnyű felépítésű iguanodontia növényevő volt, amely körülbelül 6 méteres hosszúságot és a becslés szerint 1 tonnás tömeget ért el. |                                |
| - †Hypsilophodon †H. foxii                   | barremi                        | Anglia, Portugália                                                                      | Kis, két lábon járó, gyors mozgású növényevő vagy mindenevő volt. Körülbelül 2,3 méter hosszúra nőtt meg. A magassága nagyjából elérte egy ma élő emberét, és a tömege is hozzá hasonlóan 50–70 kilogramm lehetett.                            |                                |
| - †Iguanodon †I. bernissartensis             | kimmeridge-i–cenomani          | Európa, Afrika, Ázsia, Észak-Amerika                                                    | Nagyméretű, testes növényevő volt, melynek jellegzetessége a nagy, hegyes hüvelykujj-tüske, amit feltehetően a ragadozók elleni védekezésre és az élelem összegyűjtésére használt.                                                             |                                |
| - †Jeholosaurus †J. shangyuanensis           | kora barremi                   | Yixian-formáció, Liaoning, Kína                                                         | Kisméretű ornithopoda, melyet a hypsilophodontidák közé soroltak be. Bár a hátsó fogai alapján növényevő volt, a premaxilla elején levő éles és hegyes fogai a húsevőkére emlékeztetnek, ami talán arra utal, hogy mindenevő volt.             |                                |
| - †Mantellisaurus †M. atherfieldensis        | ?barremi–kora apti             | Atherfield-formáció, Anglia                                                             | Eredetileg Iguanodon atherfieldensis néven vált ismertté, de a kladisztikus elemzés szerint közelebbi rokonságban állt az Ouranosaurusszal, ezért saját nembe sorolták be.                                                                     |                                |
| - †Planicoxa 1. †P. venenica 2. †P. depressa | 1. apti 2. barremi             | Cedar Mountain-formáció, Poison Strip Sandstone, Utah; Lakota-formáció, Dél-Dakota, USA | Több példány részleges maradványai alapján ismert fejlett iguanodontia. |                                |
| - †Proplanicoxa †P. galtoni                  | késő barremi                   | Wessex-formáció, Wight-sziget Anglia                                                    | Az Iguanodontia csoport tagja. Egyetlen fosszíliája csigolyákból, a keresztcsontból, a medencecsontokból, valamint a szeméremcsont és az ülőcsont darabjaiból áll.                                                                             |                                |
| - †Siluosaurus †S. zhanggiani                | barremi–albai                  | Xinminbao-csoport, Gansu, Kína                                                          | Két lábon járó növényevőként a hypsilophodontidák vagy az egyéb bazális ornithopodák képviselője volt. |                                |
| - †Stenopelix †S. valdensis                  | barremi                        | Németország                                                                             | Kistermetű növényevő, melyet a csípője alapján bazális pachycephalosaurusként soroltak be, bár a hovatartozása a koponya hiánya miatt továbbra is vitatott.                                                                                    |                                |
| - †Valdosaurus †V. canaliculatus             | berriasi–barremi               | Wessex-formáció, Wight-sziget, Anglia; Cornet-bauxit, Bihar, Románia                    | Hiányos maradványok alapján ismert iguanodontia. Eredetileg a Dryosaurus egyik fajaként készült róla leírás, de később önálló nembe sorolták be.                                                                                               |                                |

#### Sauropodák
| A barremi korszak sauropodái          | A barremi korszak sauropodái | A barremi korszak sauropodái                     | A barremi korszak sauropodái | A barremi korszak sauropodái |
| Taxon                                 | Korszak                      | Lelőhely                                         | Leírás | Kép                          |
| ------------------------------------- | ---------------------------- | ------------------------------------------------ | --- | ---------------------------- |
| - †Aragosaurus †A. ischiaticus        | hauterivi–barremi            | Aragónia, Spanyolország                          | Nagyméretű, négy lábon járó növényevő volt. A hossza 18 méter, a tömege pedig körülbelül 28 tonna lehetett. |                              |
| - †Amargasaurus †A. cazaui            | barremi–kora apti            | La Amarga-formáció, Neuquén tartomány, Argentína | Kis méretű, 10 méter hosszúságú sauropoda, melynek nyakán és hátán két sor szokatlanul hosszú csigolyatüske helyezkedett el. |                              |
| - †Amargatitanis †A. macni            | barremi                      | Neuquén, Argentína                               | Csigolyák és a láb egyes részei alapján ismert nagyméretű titanosaurus, amely aránylag robusztus, széles és lapos lapockával rendelkezett. |                              |
| - †Cedarosaurus †C. weiskopfae        | barremi                      | Cedar Mountain-formáció, Utah, USA               | Az Eucamerotushoz és a Brachiosaurushoz hasonló, orrdísszel ellátott brachiosaurida. |                              |
| - †Eucamerotus †E. foxi               | barremi                      | Wessex-formáció, Wight-sziget, Anglia            | Egy gerincmaradványok alapján ismert macronaria, amely talán a brachiosauridák közé tartozott. |                              |
| - †Euhelopus †E. zdanskyi             | barremi–apti                 | Shandong (Santung), Kína                         | 15 méter hosszú, körülbelül 15–20 tonna tömegű titanosauriformes, melynek mellső lábai a legtöbb sauropodáétól eltérően a hátsóknál hosszabbak voltak. |                              |
| - †Histriasaurus †H. boscarollii      | hauterivi–barremi            | Horvátország                                     | A Rebbachisaurusnál kezdetlegesebb diplodocoidea. |                              |
| - †Macrurosaurus †M. semnus           | apti vagy barremi            | Cambridge Greensand, Anglia                      | A titanosauriformesek közé besorolt, a becslés szerint körülbelül 20 méter hosszú állat. Két farokcsigolya sorozat alapján ismert, melyeket a 19. század végén fedeztek fel. Napjainkban gyakran nomen dubiumnak tekintik.                                   |                              |
| - †Oplosaurus †O. armatus             | barremi                      | Wessex-formáció, Wight-sziget, Anglia            | Egyetlen, méretében a Brachiosauruséra emlékeztető fog alapján ismert sauropoda, amely elérhette a 25 méteres hosszúságot. |                              |
| - †Ornithopsis †O. hulkei †?O. leedsi | barremi                      | Wessex-formáció, Wight-sziget; Sussex, Anglia    | Korábban a Pelorosaurus szinonimájának vélték, de az újabb keletű vizsgálatok során kiderült, hogy más nemek szinonimája is lehet. Két csigolya alapján ismert típusfaját gyakran érvényesnek tekintik és a Titanosauriformes csoport tagjaként sorolják be. |                              |

#### Stegosaurusok
| A barremi korszak stegosaurusai                  | A barremi korszak stegosaurusai | A barremi korszak stegosaurusai                              | A barremi korszak stegosaurusai | A barremi korszak stegosaurusai |
| Taxon                                            | Korszak                         | Lelőhely                                                     | Leírás | Kép                             |
| ------------------------------------------------ | ------------------------------- | ------------------------------------------------------------ | --- | ------------------------------- |
| - †Craterosaurus †C. pottonensis                 | valangini–barremi               | Anglia                                                       | Mindössze egy részleges csigolyája került elő, ezért lehetséges, hogy az egyetlen jobb alsó állcsontdarab alapján ismert, jelenleg nomen dubiumnak tekintett Regnosaurus szinonimája. |                                 |
| - †Wuerhosaurus 1. †W. homheni 2. †W. ordosensis | 1. ?valangini–albai 2. ?barremi | Xinjiang (Hszincsiang), Belső-Mongólia Autonóm Terület, Kína | Egy 7 méter hosszúságú stegosaurida. |                                 |

#### Theropodák
| A barremi korszak theropodái                          | A barremi korszak theropodái | A barremi korszak theropodái                                                           | A barremi korszak theropodái | A barremi korszak theropodái |
| Taxon                                                 | Korszak                      | Lelőhely                                                                               | Leírás | Kép                          |
| ----------------------------------------------------- | ---------------------------- | -------------------------------------------------------------------------------------- | --- | ---------------------------- |
| - †Baryonyx †B. walkeri                               | hauterivi–kora barremi       | Anglia, Spanyolország, Portugália                                                      | A kevés halevőként ismert dinoszauruszok egyike, amely olyan egyedi adaptációkkal rendelkezett, mint a kampós karmokban végződő mellső lábak és a hosszú lapos, krokodilszerű pofa, amihez finoman recézett fogakkal teli, keskeny állcsontok tartoztak. A legteljesebb állapotban megőrződött, még nem egészen kifejlett példánya körülbelül 8,5 méter hosszú és 1,7 tonna tömegű lehetett. |                              |
| - †Calamosaurus †C. foxi                              | barremi                      | Wessex-formáció, Wight-sziget, Anglia                                                  | Kisméretű, feltehetően a bazális coelurosaurusok közé tartozó theropoda dinoszaurusz, amely mindössze két csigolya alapján ismert. |                              |
| - †Concavenator †C. orcovatus                         | barremi                      | Las Hoyas, Spanyolország                                                               | Körülbelül 6 méter hosszú kezdetleges carcharodontosaurida, amely több egyedi jellegzetességgel rendelkezett. A hátán a csípő előtti két csigolyához egy rendkívül magas, hegyes nyúlvány tartozott (feltehetően egy fejdíszhez hasonló púpot tartva). Emellett a mellső lábán a madaraknál és a tollas theropodáknál is megtalálható tollszár csomókra emlékeztető struktúrák láthatók, ami talán arra utal, hogy a tollak már a coelurosaurusoknál kezdetlegesebb dinoszauruszoknál megjelentek. |                              |
| - †Falcarius †F. utahensis                            | késő barremi                 | Cedar Mountain-formáció, Utah. USA                                                     | E 3,7–4 méter hosszú és több, mint 1,2 méter magas therizinosauroidea hosszú nyakával a talaj felett, 1,5 méter magasságban levő leveleket és gyümölcsöket is elérhette. Levél formájú fogai és 10–13 centiméteres karmai pedig azt jelzik, hogy hússal is táplálkozott, feltehetően kis termetű állatokat, például gyíkokat és növényeket fogyasztott. |                              |
| - †Fukuiraptor †F. kitadaniensis                      | barremi                      | Japán                                                                                  | A nemet jelenleg a Carnosauria klád bazális tagjaként tartják számon, és azt feltételezik, hogy az ausztrál „Allosaurus” fajra hasonlít, illetve azzal megegyezik. |                              |
| - †Harpymimus †H. okladnikovi                         | hauterivi–barremi            | Góbi-sivatag, Mongólia                                                                 | Egy majdnem teljes csontváz alapján ismert bazális ornithomimosaurus, amely a fejlettebb ornithomimosaurusoktól eltérően még rendelkezett fogakkal. |                              |
| - †Incisivosaurus †I. gauthieri                       | barremi                      | Yixian-formáció, Liaoning, Kína                                                        | E kis termetű, nagyjából 1 méter hosszú bazális oviraptorosaurus legfontosabb és legkülönösebb jellemzője a növényevő vagy mindenevő életmódhoz való alkalmazkodás. Nevét elülső, rágcsálószerű fogairól kapta, melyeken a növényevőkre jellemző kopási minta található. Koponyája egyes jellemzői a therizinosauroideákkal való kapcsolatra is utalnak. |                              |
| - †Nanshiungosaurus 1. †N. brevispinus 2. †N. bohlini | 1. maastrichti 2. barremi    | Nanxiong-formáció (Nanhsziung-formáció), Xinminbao-csoport (Hszinminpao-csoport), Kína | Második fajának hiányos maradványai a jelenleg barremi korszakbelinek tekintett Xinminbao-csoportból (Hszinminpao-csoport) váltak ismertté. Lehetséges, hogy ez a faj a csigolyák eltérései, illetve a két lelet időbeli különbsége alapján egy másik nembe tartozik. |                              |
| - †Nedcolbertia †N. justinhofmanni                    | barremi                      | Cedar Mountain-formáció, Utah, USA                                                     | Egy 3 méter hosszú coelurosaurus. |                              |
| - †Neovenator †N. salerii                             | barremi                      | Wight-sziget, Anglia                                                                   | Körülbelül 7,5 méter hosszú, karcsú állat volt. Az angliai Wight-szigeten történt felfedezése óta Európa legismertebb nagy, húsevő dinoszauruszává vált. |                              |
| - †Pelecanimimus †P. polyodon                         | kora barremi                 | Cuenca, Spanyolország                                                                  | Kistermetű, későbbi rokonaitól eltérően fogakkal is rendelkező ornithomimosaurus. Az egyetlen ismert példány a csontváz elülső felének összefüggő részét tartalmazza. |                              |
| - †Sinornithoides †S. youngi                          | barremi                      | Belső-Mongólia, Kína                                                                   | A becslés szerint 1 méteres hosszúságot elérő troodontida, amely valószínűleg gerinctelenekre és más kisebb állatokra vadászott. Majdnem teljes csontvázát a Mei long holotípusáéhoz hasonló testhelyzetben, a bal karja alá rejtett pofával (a madarakra jellemző alvó pózban) találták meg. |                              |
| - †Sinornithosaurus †S. millenii †S. haoiana          | késő barremi                 | Liaoning, Kína                                                                         | Bazális dromaeosaurida. A koponyája és a válla jellemzői nagyon hasonlítanak az Archaeopteryxére és az Avialae klád más tagjaiéra. |                              |
| - †Sinovenator †S. changii                            | barremi                      | Yixian-formáció, Liaoning, Kína                                                        | A troodontida dinoszauruszok egyik bazális neme. Körülbelül csirkeméretű volt. Hasonló tulajdonságokkal rendelkezett, mint a legkezdetlegesebb dromaeosauridák és az Avialae klád tagjai, ami azt jelzi, hogy a Paraves e három tagjának közös őse volt. |                              |
| - †Utahraptor †U. ostrommaysorum                      | késő barremi                 | Cedar Mountain-formáció, Utah, USA                                                     | A dromaeosaurida dinoszauruszok legnagyobb ismert neme. Körülbelül 6,5 méteres testhosszával, 2 méteres csípőmagasságával és mintegy 700 kilogrammos tömegével a Utahraptor félelmetes ragadozó lehetett. |                              |
| - †Yaverlandia †Y. bitholus                           | barremi                      | Wight-sziget, Anglia                                                                   | Eredetileg a Pachycephalosauridae család legkorábbi ismert tagjaként írták le, de később feltételezett maniraptoraként sorolták be. |                              |

#### Madarak
| A barremi korszak madarai             | A barremi korszak madarai | A barremi korszak madarai   | A barremi korszak madarai | A barremi korszak madarai |
| Taxon                                 | Korszak                   | Lelőhely                    | Leírás | Kép                       |
| ------------------------------------- | ------------------------- | --------------------------- | --- | ------------------------- |
| - †Changchengornis †C. hengdaoziensis | barremi–apti              | Chaomidianzi-formáció, Kína | Az ismertebb Confuciusornis rokonságába tartozott, azonban a végénél kissé kampós, aránylag rövidebb és magasabb csőre, valamint a fején levő, felszínesen a Tauracóéra emlékeztető taraj miatt a külseje eltért. A csőre alapján valószínűleg mindenevő volt, rokonától eltérően talán alkalmanként halakat is fogyasztott. |                           |
| - †Concornis †C. lacustris            | késő barremi              | Cuenca, Spanyolország       | Egy hiányos, de tollenyomatokkal együtt megőrződött fosszília alapján ismert, körülbelül 13 centiméter hosszú madár, amely kortársaihoz képest valószínűleg kiváló röpképességgel rendelkezett, de gyorsaságát és kitartását tekintve elmaradt a modern madaraktól. Vízi környezetben élt, ahol apró gerinctelenekkel, feltehetően rovarokkal és rákokkal táplálkozott.                                                                |                           |
| - †Hebeiornis †H. engningensis        | barremi–kora apti         | Yixian-formáció, Kína       | Egy enantiornithes madár, melynek leírását később Vescornis néven is publikálták. Bizonytalan, hogy a leírása alapján érvényes-e vagy nomen dubiumnak tekintendő. |                           |
| - †Iberomesornis †I. romerali         | késő barremi              | Cuenca, Spanyolország       | Bár a korszak madarai többnyire hüllőszerű tulajdonságokkal, például hosszú farokkal rendelkeztek, ennél a 10–15 centiméter szárnyfesztávolságú állatnál a farok egy tollak megtartására szolgáló pygostylében végződött, emellett a szárnyához tartozó karmok közül a hüvelykujjon levő megkisebbedett, a bordákhoz pedig a madarakra jellemző processus uncinatusok kapcsolódtak. Egykori élőhelye egy tó körüli erdős terület volt. |                           |

### Plezioszauruszok
| A barremi korszak plezioszauruszai | A barremi korszak plezioszauruszai | A barremi korszak plezioszauruszai | A barremi korszak plezioszauruszai                                                                                | A barremi korszak plezioszauruszai |
| Taxon                              | Korszak                            | Lelőhely                           | Leírás | Kép                                |
| ---------------------------------- | ---------------------------------- | ---------------------------------- | --- | ---------------------------------- |
| - †Brachauchenius †B. lucasi       | barremi-turoni                     | Kansas, USA; Kolumbia              | Egy tíz méter körüli hosszúságot elérő pliosauroidea, amely a csoport utolsó ismert képviselője Észak-Amerikában. |                                    |

### Pteroszauruszok
| A barremi korszak pteroszauruszai                     | A barremi korszak pteroszauruszai | A barremi korszak pteroszauruszai     | A barremi korszak pteroszauruszai | A barremi korszak pteroszauruszai |
| Taxon                                                 | Korszak                           | Lelőhely                              | Leírás | Kép                               |
| ----------------------------------------------------- | --------------------------------- | ------------------------------------- | --- | --------------------------------- |
| - †Beipiaopterus †B. chenianus                        | barremi                           | Yixian-formáció, Liaoning, Kína       | 1 méter szárnyfesztávolságú ctenochasmatida, melyet meghosszabbodott nyakcsigolyái és felkarcsontjának általános formája alapján soroltak ebbe a családba. Egy 2005-ben elvégzett elektronmikroszkópos vizsgálat kimutatta, hogy a szárnyhártyája számos véredényt tartalmazott, ami megerősítette azt a feltételezést, hogy a pteroszauruszok melegvérűek voltak. |                                   |
| - †Boreopterus †B. cuiae                              | barremi-apti                      | Yixian-formáció, Liaoning, Kína       | Majdnem teljes, bár sérült csontvázához a család többi tagjáéhoz képest elég nagyméretű fogakat tartalmazó, hosszú lekerekített csőrben végződő, 23,5 centiméter hosszú koponya tartozik. A szárnyfesztávolsága körülbelül 1,45 méter lehetett. A kladisztikus elemzés alapján közeli rokonságban állt a Feilongusszal.                                            |                                   |
| - †Caulkicephalus †C. trimicrodon                     | barremi                           | Wessex-formáció, Wight-sziget, Anglia | E körülbelül 5 méteres szárnyfesztávolságú pteroszaurusz hiányos fosszíliái egy szárazföldi növények töredékeit megőrzött területről származnak. Az állcsontja közepén levő elkeskenyedő rész alapján az állatot az Ornithocheiridae családba sorolták be. |                                   |
| - †Feilongus †F. youngi                               | barremi-apti                      | Yixian-formáció, Liaoning, Kína       | 2,4 méteres szárnyfesztávolságával a bazális pterodactyloideák között nagynak számít. 39-40 centiméteres koponyájában 76 hosszú, görbe, tűszerű fog helyezkedett el, melyek talán lehetővé tették a ma élő flamingófélékéhez hasonló, szűréssel való táplálkozást.                                                                                                 |                                   |
| - †Haopterus †H. gracilis                             | barremi-apti                      | Yixian-formáció, Liaoning, Kína       | Az első Kínában talált, koponyával együtt megőrződött pteroszaurusz. A holotípusa szárnyfesztávolságát 1,35 méterre becsülték. Gyenge hátsó lábai alapján a talajon való mozgásnál a szárnyait is használnia kellett. Feltehetően halevő volt. |                                   |
| - †Huaxiapterus †H. benxiensis †H. corollatus †H. jii | barremi-apti                      | Jiufotang-formáció, Liaoning, Kína    | Egy majdnem teljes csontváz és koponya alapján ismert, az apti korszakbeli Sinopterusnál valamivel kisebb, körülbelül 0,94 méter szárnyfesztávolságú tapejarida. A koponyáján levő taraj a fejlődési állapotát tekintve a Sinopterusé és a Tapejaráé között helyezkedett el.                                                                                       |                                   |
| - †Istiodactylus †I. latidens †I. sinensis            | barremi-kora apti                 | Vectis-formáció, Wight-sziget, Anglia | Közepesen nagy méretű pteroszaurusz, 56 centiméter hosszú koponyával és körülbelül 5 méteres szárnyfesztávolsággal. Lapos, lekerekített csőre miatt néha „kacsacsőrű pteroszaurusznak” is nevezik. Apró, levél formájú, éles fogaival feltehetően halat vagy dögöt fogyasztott.                                                                                    |                                   |
| - †Liaoningopterus †L. gui                            | barremi-apti                      | Jiufotang-formáció, Liaoning, Kína    | Felfedezése idején Kína legnagyobb ismert pteroszaurusza volt. A szárnyfesztávolságát 5 méterre becsülték. Hosszú, hegyes pofája alapján valószínűleg halevőként élt. |                                   |
| - †Liaoxipterus †L. brachyognathus                    | barremi-apti                      | Jiufotang-formáció, Liaoning, Kína    | Egyetlen 16,1 centiméteres törött, de teljes állkapocs alapján ismert. Eredetileg a Ctenochasmatidae család tagjaként sorolták be, de később úgy ítélték meg, hogy inkább az istiodactylidák közé tartozik. |                                   |
| - †Longchengpterus †L. zhaoi                          | barremi-apti                      | Jiufotang-formáció, Liaoning, Kína    | Körülbelül 2 méteres szárnyfesztávolságú pteroszaurusz, amely fogainak alakja és nagy koponyanyílása alapján az istiodactylidák képviselője. |                                   |
| - †Ningchengopterus †N. liuae                         | késő barremi-kora apti            | Yixian-formáció, Liaoning, Kína       | Egy majdnem teljes csontváz alapján ismert pterodactyloidea. |                                   |
| - †Nurhachius †N. ignaciobritoi                       | barremi-apti                      | Jiufotang-formáció, Liaoning, Kína    | Egy részleges koponya és csontváz alapján ismert. Koponyája, főként a fogak és a hosszú koponyaablak miatt az Istiodactyluséhoz hasonló. Becsült szárnyfesztávolsága 2,4-2,5 méter. |                                   |

### Emlősök
| A barremi korszak emlősei                                                                     | A barremi korszak emlősei                                         | A barremi korszak emlősei       | A barremi korszak emlősei | A barremi korszak emlősei |
| Taxon                                                                                         | Korszak                                                           | Lelőhely                        | Leírás | Kép                       |
| --------------------------------------------------------------------------------------------- | ----------------------------------------------------------------- | ------------------------------- | --- | ------------------------- |
| - †Eobaatar 1. †E. clemensi 2. †E. hispanicus 3. †E. magnus 4. †E. minor 5. †?E. pajaronensis | 1. barremi 2. kora barremi 3. apti–albai 4. apti/albai 5. barremi | Spanyolország, Mongólia         | A Multituberculata rend többnyire fogak révén ismert képviselője. Nagyobb méretű ázsiai faja, az E. magnus koponyája a becslés szerint 3 centiméter hosszú volt (az E. minor koponyája körülbelül harmadekkora lehetett). |                           |
| - †Eomaia †E. scansoria                                                                       | barremi                                                           | Yixian-formáció, Liaoning, Kína | Egy kivételesen jó állapotban megőrződött, az állat fogait, lábcsontjait, kötőszöveteit és szőrzetét is megmutató fosszília alapján ismert, 10 centiméter hosszú, 20-25 grammra becsült tömegű emlős.                     |                           |

## Ajánlott irodalom
- Cossmann, M., Pelat, E. (1907). „Le Barrémien supérieur à faciès Urgonien de Brouzet-lès-Alais (Gard)”. Mémoires de la Société Géologique de France, Paléontologie 15 (37), 5–42. o.
- Gradstein, F.M., Ogg, J.G. & Smith, A.G.. A Geologic Time Scale 2004. Cambridge University Press (2004)
- Guzhikov, A.Yu., Baraboshkin, E.J. (2006). „Assessment of diachronism of biostratigraphic boundaries by magnetochronological calibration of zonal scales for the Lower Cretaceous of the Tethyan and Boreal belts”. Doklady Earth Sciences 409 (6), 843–846. o. DOI:10.1134/S1028334X06060018.

## Fordítás
- Ez a szócikk részben vagy egészben a Barremian című angol Wikipédia-szócikk ezen változatának fordításán alapul.  Az eredeti cikk szerkesztőit annak laptörténete sorolja fel. Ez a jelzés csupán a megfogalmazás eredetét és a szerzői jogokat jelzi, nem szolgál a cikkben szereplő információk forrásmegjelöléseként.